# Radikalismen - kommunismens barnsjukdom
Radikalismen – kommunismens barnsjukdom (ryska: Детская болезнь ”левизны” в коммузме) är en bok skriven av Vladimir Lenin i april 1920 och innehåller Lenins kritik mot vänsterkommunister i bolsjevikpartiet och andra kommunistiska partier. Boken tar upp centrala taktiska frågor som till exempel huruvida kommunister bör delta i borgerliga parlament, hur kommunister bör förhålla sig till kompromisser med borgerliga och socialdemokratiska partier och huruvida kommunister bör arbeta tillsammans med reforminriktade icke-revolutionära fackföreningar.
Boken Radikalismen – kommunismens barnsjukdom delades ut till alla kongressdelegater på Kominterns andra kongress 1920 och översattes därefter till flera andra språk.
Svaret representerades av Herman Gorters Öppet brev till kamrat Lenin vilket trycktes av KAPD (Kommunistische Arbeiterpartei Deutschlands) samma år. 

## Citat
| ” | Utomlands känner man ännu alltför litet till att bolsjevismen framvuxit, utformats och härdats i mångårig kamp mot den småborgerliga revolutionismen. | „ |

| ” | Och detta hade bolsjevikerna uppnått endast därför, att de skoningslöst avslöjade och jagade bort frasrevolutionärerna, som inte ville förstå, att man måste retirera, att man måste förstå att retirera och att man ovillkorligen måste lära sig arbeta legalt i de mest reaktionära parlament, i de mest reaktionära fackföreningar, kooperativer, försäkringskassor och dylika organisationer. | „ |

| ” | Naturligtvis är det mycket “svårt” att under bourgeoisiens herravälde övervinna de borgerliga vanorna inom det egna partiet, det vill säga arbetarpartiet: det är “svårt” att driva ut ur partiet de vana, av borgerliga fördomar hopplöst fördärvade parlamentariska ledarna, det är “svårt” att underkasta det absolut nödvändiga (till en viss, om än mycket begränsad mängd) antalet personer ur bourgeoisien den proletära disciplinen, det är “svårt” att skapa en arbetarklassen fullt värdig kommunistisk fraktion i det borgerliga parlamentet, det är “svårt” att uppnå att de kommunistiska parlamentsledamöterna inte leker borgerligt parlamentarisk blindbock utan utför det absolut nödvändiga propaganda-, agitations- och organisationsarbetet bland massorna. Allt detta är “svårt”, det kan inte bestridas, det var svårt i Ryssland, det är ojämförligt mycket svårare i Västeuropa och Amerika, där bourgeoisien är vida starkare och där den borgerligt demokratiska traditionen och så vidare är starkare | „ |

| ” | Men alla dessa “svårigheter” är rena barnleken i jämförelse med de uppgifter av precis samma slag, som proletariatet dock oundvikligen måste lösa såväl för sin seger som under den proletära revolutionen och efter proletariatets maktövertagande. I jämförelse med dessa, i sanning gigantiska uppgifter, då man under proletariatets diktatur måste fostra om miljoner bönder och små egendomsbesittare, hundratusenden tjänste- och ämbetsmän samt borgerliga intellektuella, underordna dem alla under den proletära staten och den proletära ledningen och övervinna deras borgerliga vanor och traditioner — i jämförelse med dessa gigantiska uppgifter är det en barnlek att under bourgeoisiens herravälde i ett borgerligt parlament skapa en verkligt kommunistisk fraktion av ett verkligt proletärt parti. | „ |

| ” | Om de “vänsterorienterade” kamraterna och antiparlamentarikerna inte lär sig att nu övervinna ens en så liten svårighet, så kan man med säkerhet säga, att de antingen kommer att visa sig vara ur stånd att förverkliga proletariatets diktatur, inte förmå att i stor skala behärska och omdana de borgerliga intellektuella och de borgerliga institutionerna, eller också blir de tvungna att i all hast fullständigt lära sig detta och kommer att genom en sådan brådska tillfoga proletariatets sak ofantlig skada, göra större fel än vanligt, ådagalägga mer än måttlig svaghet och oförmåga och så vidare | „ |